# Бои за Крынки
Бои за Крынки — боевые действия за населённый пункт Крынки. Бои длились с 20 октября 2023 года по 17 июля 2024 года, когда ВСУ оставили позиции после почти полного уничтожения позиций.

## Предпосылки
В первый день полномасштабного Вторжения России на Украину, 24 февраля 2022 года, село Крынки было оккупировано российскими войсками.
6 июня 2023 года, в результате разрушения Каховской ГЭС, территория оккупированного села очень пострадала и была временно затоплена из-за близости к нижнему течению Днепра, в течение этого периода большинство местных жителей смогли уехать, с возобновлением боевых действий — местных жителей в селе вообще не осталось.
14 октября 2023 года недалеко от села сдетонировал склад российских боеприпасов.

## Ход боевых действий

### 2023

#### Сентябрь
В составе Вооружённых сил Украины создана временная оперативно-тактическая группировка войск «Катран» для проведения наступательной операции на левом берегу Днепра в Херсонской области или на Кинбурнской косе. 
Целью операции виделось отвлечение войск Вооружённых сил России с Донбасса на южный фронт, состоящее из задач:
- Минимум — занятие линии обороны вдоль берега Днепра от Кинбурнской косы до Каховки.
  - Конечная цель — перерезание логистики Армии России по трассе М14.
- Максимум — установка контроля над частью левого берега Херсонской области от Антоновского моста до Перекопа.
  - Конечная цель — создание угрозы Армянску.

#### Октябрь
20 октября ВСУ закрепились в селе.
22 октября ВСУ расширяют плацдарм у села и отразили атаки.

#### Ноябрь
13 ноября ВСУ продвинулись в селе.
17 ноября морпехи ВСУ закрепились в районе села.

#### Декабрь
18 декабря ССО Украины уничтожили российский ТОС-1А, атаковавший позиции в районе Крынок. Также был уничтожен современный танк ВС РФ Т-90.
По данным украинских СМИ, 24 декабря в районе села Крынок вооружённые силы России использовали запрещённое химическое оружие (И Россия и Украина входят в конвенцию) против солдат ВСУ.

### 2024

#### Январь
10 января россияне атакуют позиции ВСУ, но штурм заканчивается неудачей.

#### Февраль
14 февраля россияне увеличили количество штурмов, в содействии с подразделением роты РХБЗ, активно использовавших дымовое заграждение в наступлении, но все попытки выбить украинские подразделения с левого берега Херсонщины оказались тщетными. Российские войска потеряли 72 военных, артиллерийскую систему, 11 орудий, 4 миномета, комплекс радиоэлектронной борьбы и 5 единиц автомобильной техники.
20 февраля министр обороны России Сергей Шойгу на встрече с Владимиром Путиным заявил, что российская армия взяла под контроль населённый пункт Крынки.

#### Апрель
В апреле 2024 года Украина заявила о расстреле россиянами троих украинских военнопленных под Крынками.

#### Май
23 мая в различных Telegram-каналах появилась информация о том, что украинская армия окончательно покинула населённый пункт Крынки. Затем «Силы обороны юга» опровергли информацию о выходе ВСУ из Крынок. 
там контрольована ситуація, ми продовжуємо успішно виконувати свої завдання
-----
там контролируемая ситуация, мы продолжаем успешно выполнять свои задачи
.

#### Июль
16 июля стало известно, что украинские подразделения отошли из села Крынки Херсонской области. По словам военных на этом направлении, это произошло «еще несколько недель назад». После этого ВСУ сообщили, что основные позиции украинских военных «были уничтожены интенсивным, комбинированным и продолжительным огнем» ВС РФ. Как отмечает историк Николай Митрохин, плацдарм на левом берегу «служил для того, чтобы сковать российские войска и убедить московское армейское руководство перебросить в это место ценную технику, которая затем должна была быть уничтожена с помощью беспилотников. Есть некоторые признаки того, что плацдарм действительно выполнил эту тактическую задачу. Вскоре после его оставления начались не только ожесточенные атаки на острова в Днепре. Потеря Старомайорского и Урожайного в районе Великой Новоселки также произошла сразу после ухода украинцев из Крынок». 
Интенсивные позиционные боевые действия продолжались в селе всю битву. 
Не одна из сторон не могла достигнуть цели. 
ВС РФ не могли выбить ВСУ с позиций в селе, ВСУ не могли продвинутся дальше села в лесной массив. Обе стороны применяли высокоточные FPV-дроны и артиллерию. ВС РФ активно применяли корректируемые авиационные бомбы.
Из-за этого,каждый дом в селе был разрушен. Военные ВСУ держали под контролем село благодаря подвалам домов. Из спутникового снимка следует, что ВСУ имели окопы близи берега.

## Потери сторон
По открытым источникам, потери украинской техники в Крынках с начала этой кампании в октябре 2023-го по 14 июня 2024-го составили 58 единиц, а российской — 271 единиц.. Некоторая техника из числа подбитых с обеих сторон ещё, возможно, подлежит восстановлению. Большую роль в этих поражениях сыграла артиллерия, и прежде всего дроны.
В результаты боёв (в период с октября 2023-го по конец июня 2024-го) числятся пропавшими без вести 788 украинских военнослужащих. При этом количество погибших военных, которых удалось оттуда вывезти и похоронить, составило 262 человека за этот период.
По данным военной разведки Министерства обороны Великобритании за 14 декабря, в начале декабря 2023 года новосформированная 104-я гвардейская десантно-штурмовая дивизия с высокой вероятностью понесла «чрезвычайно большие потери» и не выполнила поставленных задач во время своего боевого «дебюта» в Херсонской области. Операция состоялась после присоединения дивизии к Днепровской группировке российских войск и попытки выбить украинский плацдарм возле села Крынки на восточном берегу Днепра.
В апреле 2024 года Украина заявила о расстреле россиянами троих украинских военнопленных под Крынками.

## Оценки
Эмиль Кастехельми, военный аналитик Black Bird Group (Финляндия) заявил, что найти основания для проведения такой операции сложно, и её цели, скорее всего, достигнуты не были. Он также заявил, что цели операции были скорее политическими и состояли демонстрации западным партнёрам, усомнившихся в возможностях Украины победить в войне, наступательных возможностей ВСУ.
По мнению украинского военного аналитика Александра Коваленко, ВС РФ в районе Крынок было сосредоточено 30-40 тысяч солдат, которые могли бы быть использованы в Белгородской области для усиления войск группы «Север» и последующего захвата Волчанска и Липцев.
11 января немецкий журнал Bild заявил, что село является «одной из самых больших ловушек»[уточнить] за всё время российско-украинской войны.